# Charlottenbergs klockstapel
Charlottenbergs klockstapel, invigd den 24 mars 1957. Ritad av arkitekt Martin Westerberg, Stockholm redan 1949. Arbetet med att bygga klockstapeln påbörjades under våren 1956.
Klockstapeln har två klockor, den stora väger 600 kg och den lilla väger 375 kg. 
Den stora klockan har följande inskrift: "Sjungen till Herrens ära en ny sång, sjungen till Herrens ära alla länder". På andra sidan: " År 1953 då Oscar Svensson var kyrkoherde och Sven Hector var komminister i Eda församling skänktes denna klocka genom föreningen Jultomtarnas blomsterfond och göts av Gösta Bergholtz i Stockholm".
Den mindre klockan har följande inskription: "Ring mörkrets skuggor bort ur alla land. Ring honom in, den bidade Messias". På andra sidan: "År 1957 skänktes denna klocka av Anna Persson till minne av maken Gunnar Persson". Även denna klocka göts av Bergholtz klockgjuteri.
Biskop Gert Borgenstierna förrättade invigningen.